# Мочалищи (Вязниковский район)
Мочалищи — упразднённая деревня в Вязниковском районе Владимирской области России.

## География
Урочище находится в северо-восточной части области, в зоне хвойно-широколиственных лесов, в пределах Волжско-Окского междуречья, к западу от автодороги 17Н-20, на расстоянии примерно 12 километров (по прямой) к юго-западу от города Вязники, административного центра района. Абсолютная высота — 123 метра над уровнем моря.

### Климат
Климат характеризуется как умеренно континентальный. Средняя температура воздуха самого холодного месяца (января) — −11,1 °C (абсолютный минимум — −48 °С), средняя максимальная температура воздуха (июля) — +23,3 °С (абсолютный максимум — +37 °С). Годовое количество атмосферных осадков составляет около 607 мм, из которых 413 мм выпадает в период с апреля по октябрь.

## История
В «Списке населенных мест Владимирской губернии по сведениям 1859 года» населённый пункт упомянут как удельная деревня Судогодского уезда, расположенная при пруде, в 75 верстах от уездного города. В деревне насчитывалось 9 дворов и проживало 93 человека (46 мужчин и 47 женщин).
По состоянию на 1905 год, в Мочалищах имелось 12 дворов и проживало 78 человек. В административном отношении деревня входила в состав Воскресенской волости.
По данным 1926 года в деревне имелось 16 крестьянских хозяйств и проживало 100 человек (50 мужчин и 50 женщин). Являлась частью Пивоваровского сельсовета.
На момент упразднения входила в состав Большевысоковского сельсовета Вязниковского района. Упразднена решением облисполкома № 319 от 16 мая 1986 года как фактически не существующая.